# 14e étape du Tour d'Espagne 2013
La 14e étape du Tour d'Espagne 2013 s'est déroulée le samedi 7 septembre 2013, entre Bagà et Andorre sur une distance de 155,7 km.

## Résultats

### Classement de l'étape
| Classement de la 14e étape | Classement de la 14e étape | Classement de la 14e étape | Classement de la 14e étape | Classement de la 14e étape |
|                            | Coureur                    | Pays                       | Équipe                     | Temps                      |
| -------------------------- | -------------------------- | -------------------------- | -------------------------- | -------------------------- |
| 1er                        | Daniele Ratto              | Italie                     | Cannondale                 | en 4 h 24 min 0 s          |
| 2e                         | Vincenzo Nibali            | Italie                     | Astana                     | + 3 min 53 s               |
| 3e                         | Christopher Horner         | États-Unis                 | RadioShack-Leopard         | + 3 min 55 s               |
| 4e                         | Joaquim Rodríguez          | Espagne                    | Katusha                    | + 4 min 11 s               |
| 5e                         | Samuel Sánchez             | Espagne                    | Euskaltel Euskadi          | + 4 min 19 s               |
| 6e                         | Alejandro Valverde         | Espagne                    | Movistar                   | + 4 min 43 s               |
| 7e                         | Thibaut Pinot              | France                     | FDJ.fr                     | + 4 min 46 s               |
| 8e                         | Domenico Pozzovivo         | Italie                     | AG2R La Mondiale           | + 4 min 46 s               |
| 9e                         | Mikel Landa                | Espagne                    | Euskaltel Euskadi          | + 5 min 17 s               |
| 10e                        | Leopold König              | Tchéquie                   | NetApp-Endura              | + 5 min 21 s               |
| modifier                   |                            |                            |                            |                            |

### Points attribués
| Sprint intermédiaire d'Andorre-la-Vieille (km 59,5) | Sprint intermédiaire d'Andorre-la-Vieille (km 59,5) | Sprint intermédiaire d'Andorre-la-Vieille (km 59,5) | Sprint intermédiaire d'Andorre-la-Vieille (km 59,5) | Sprint intermédiaire d'Andorre-la-Vieille (km 59,5) |
| --------------------------------------------------- | --------------------------------------------------- | --------------------------------------------------- | --------------------------------------------------- | --------------------------------------------------- |
|                                                     | Coureur                                             | Pays                                                | Équipe                                              | Point(s)                                            |
| 1er                                                 | Steve Chainel                                       | France                                              | AG2R La Mondiale                                    | 4                                                   |
| 2e                                                  | Daniele Ratto                                       | Italie                                              | Cannondale                                          | 2                                                   |
| 3e                                                  | Philippe Gilbert                                    | Belgique                                            | BMC Racing                                          | 1                                                   |
| modifier                                            |                                                     |                                                     |                                                     |                                                     |

| Sprint intermédiaire de Canillo (km 70,4) | Sprint intermédiaire de Canillo (km 70,4) | Sprint intermédiaire de Canillo (km 70,4) | Sprint intermédiaire de Canillo (km 70,4) | Sprint intermédiaire de Canillo (km 70,4) |
| ----------------------------------------- | ----------------------------------------- | ----------------------------------------- | ----------------------------------------- | ----------------------------------------- |
|                                           | Coureur                                   | Pays                                      | Équipe                                    | Point(s)                                  |
| 1er                                       | Philippe Gilbert                          | Belgique                                  | BMC Racing                                | 4                                         |
| 2e                                        | Daniele Ratto                             | Italie                                    | Cannondale                                | 2                                         |
| 3e                                        | Luis León Sánchez                         | Espagne                                   | Belkin                                    | 1                                         |
| modifier                                  |                                           |                                           |                                           |                                           |

| \| Classement de l'étape \| Classement de l'étape \| Classement de l'étape \| Classement de l'étape \| Classement de l'étape \| \| --------------------- \| --------------------- \| --------------------- \| ---------------------- \| --------------------- \| \| \| Coureur \| Pays \| Équipe \| Point(s) \| \| 1er \| Daniele Ratto \| Italie \| Cannondale \| 25 \| \| 2e \| Vincenzo Nibali \| Italie \| Astana \| 20 \| \| 3e \| Christopher Horner \| États-Unis \| RadioShack-Leopard \| 16 \| \| 4e \| Joaquim Rodríguez \| Espagne \| Katusha \| 14 \| \| 5e \| Samuel Sánchez \| Espagne \| Euskaltel Euskadi \| 12 \| \| 6e \| Alejandro Valverde \| Espagne \| Movistar \| 10 \| \| 7e \| Thibaut Pinot \| France \| FDJ.fr \| 9 \| \| 8e \| Domenico Pozzovivo \| Italie \| AG2R La Mondiale \| 8 \| \| 9e \| Mikel Landa \| Espagne \| Euskaltel Euskadi \| 7 \| \| 10e \| Leopold König \| Tchéquie \| NetApp-Endura \| 6 \| \| 11e \| Tanel Kangert \| Estonie \| Astana \| 5 \| \| 12e \| Mikel Nieve \| Espagne \| Euskaltel Euskadi \| 4 \| \| 13e \| David Arroyo \| Espagne \| Caja Rural-Seguros RGA \| 3 \| \| 14e \| André Cardoso \| Portugal \| Caja Rural-Seguros RGA \| 2 \| \| modifier \| \| \| \| \| |                    |            |                        |          |
| Classement de l'étape |                    |            |                        |          |
| | Coureur            | Pays       | Équipe                 | Point(s) |
| 1er | Daniele Ratto      | Italie     | Cannondale             | 25       |
| 2e | Vincenzo Nibali    | Italie     | Astana                 | 20       |
| 3e | Christopher Horner | États-Unis | RadioShack-Leopard     | 16       |
| 4e | Joaquim Rodríguez  | Espagne    | Katusha                | 14       |
| 5e | Samuel Sánchez     | Espagne    | Euskaltel Euskadi      | 12       |
| 6e | Alejandro Valverde | Espagne    | Movistar               | 10       |
| 7e | Thibaut Pinot      | France     | FDJ.fr                 | 9        |
| 8e | Domenico Pozzovivo | Italie     | AG2R La Mondiale       | 8        |
| 9e | Mikel Landa        | Espagne    | Euskaltel Euskadi      | 7        |
| 10e | Leopold König      | Tchéquie   | NetApp-Endura          | 6        |
| 11e | Tanel Kangert      | Estonie    | Astana                 | 5        |
| 12e | Mikel Nieve        | Espagne    | Euskaltel Euskadi      | 4        |
| 13e | David Arroyo       | Espagne    | Caja Rural-Seguros RGA | 3        |
| 14e | André Cardoso      | Portugal   | Caja Rural-Seguros RGA | 2        |
| modifier |                    |            |                        |          |

### Cols et côtes
| Port d'Envalira (km 87) Hors catégorie | Port d'Envalira (km 87) Hors catégorie | Port d'Envalira (km 87) Hors catégorie | Port d'Envalira (km 87) Hors catégorie | Port d'Envalira (km 87) Hors catégorie |
| -------------------------------------- | -------------------------------------- | -------------------------------------- | -------------------------------------- | -------------------------------------- |
|                                        | Coureur                                | Pays                                   | Équipe                                 | Point(s)                               |
| 1er                                    | Philippe Gilbert                       | Belgique                               | BMC Racing                             | 20                                     |
| 2e                                     | Luis León Sánchez                      | Espagne                                | Belkin                                 | 15                                     |
| 3e                                     | Daniele Ratto                          | Italie                                 | Cannondale                             | 10                                     |
| 4e                                     | Steve Chainel                          | Espagne                                | AG2R La Mondiale                       | 6                                      |
| 5e                                     | Graeme Brown                           | Australie                              | Belkin                                 | 4                                      |
| 6e                                     | Amets Txurruka                         | Espagne                                | Caja Rural-Seguros RGA                 | 2                                      |
| modifier                               |                                        |                                        |                                        |                                        |

| Coll de Ordino (km 117) 2e catégorie | Coll de Ordino (km 117) 2e catégorie | Coll de Ordino (km 117) 2e catégorie | Coll de Ordino (km 117) 2e catégorie | Coll de Ordino (km 117) 2e catégorie |
| ------------------------------------ | ------------------------------------ | ------------------------------------ | ------------------------------------ | ------------------------------------ |
|                                      | Coureur                              | Pays                                 | Équipe                               | Point(s)                             |
| 1er                                  | Daniele Ratto                        | Italie                               | Cannondale                           | 5                                    |
| 2e                                   | Philippe Gilbert                     | Belgique                             | BMC Racing                           | 3                                    |
| 3e                                   | Amets Txurruka                       | Espagne                              | Caja Rural-Seguros RGA               | 1                                    |
| modifier                             |                                      |                                      |                                      |                                      |

| Alto de la Comella (km 140) 2e catégorie | Alto de la Comella (km 140) 2e catégorie | Alto de la Comella (km 140) 2e catégorie | Alto de la Comella (km 140) 2e catégorie | Alto de la Comella (km 140) 2e catégorie |
| ---------------------------------------- | ---------------------------------------- | ---------------------------------------- | ---------------------------------------- | ---------------------------------------- |
|                                          | Coureur                                  | Pays                                     | Équipe                                   | Point(s)                                 |
| 1er                                      | Daniele Ratto                            | Italie                                   | Cannondale                               | 5                                        |
| 2e                                       | Philippe Gilbert                         | Belgique                                 | BMC Racing                               | 3                                        |
| 3e                                       | Amets Txurruka                           | Espagne                                  | Caja Rural-Seguros RGA                   | 1                                        |
| modifier                                 |                                          |                                          |                                          |                                          |

| Collada de la Gallina (km 156) 1re catégorie | Collada de la Gallina (km 156) 1re catégorie | Collada de la Gallina (km 156) 1re catégorie | Collada de la Gallina (km 156) 1re catégorie | Collada de la Gallina (km 156) 1re catégorie |
| -------------------------------------------- | -------------------------------------------- | -------------------------------------------- | -------------------------------------------- | -------------------------------------------- |
|                                              | Coureur                                      | Pays                                         | Équipe                                       | Point(s)                                     |
| 1er                                          | Daniele Ratto                                | Italie                                       | Cannondale                                   | 10                                           |
| 2e                                           | Vincenzo Nibali                              | Italie                                       | Astana                                       | 6                                            |
| 3e                                           | Christopher Horner                           | États-Unis                                   | RadioShack-Leopard                           | 4                                            |
| 4e                                           | Joaquim Rodríguez                            | Espagne                                      | Katusha                                      | 2                                            |
| 5e                                           | Samuel Sánchez                               | Espagne                                      | Euskaltel Euskadi                            | 1                                            |
| modifier                                     |                                              |                                              |                                              |                                              |

## Classements à l'issue de l'étape

### Classement général
| Classement général | Classement général | Classement général | Classement général | Classement général  |
|                    | Coureur            | Pays               | Équipe             | Temps               |
| ------------------ | ------------------ | ------------------ | ------------------ | ------------------- |
| 1er                | Vincenzo Nibali    | Italie             | Astana             | en 53 h 56 min 49 s |
| 2e                 | Christopher Horner | États-Unis         | RadioShack-Leopard | + 50 s              |
| 3e                 | Alejandro Valverde | Espagne            | Movistar           | + 1 min 42 s        |
| 4e                 | Joaquim Rodríguez  | Espagne            | Katusha            | + 2 min 57 s        |
| 5e                 | Domenico Pozzovivo | Italie             | AG2R La Mondiale   | + 3 min 43 s        |
| 6e                 | Nicolas Roche      | Irlande            | Saxo-Tinkoff       | + 4 min 6 s         |
| 7e                 | Thibaut Pinot      | France             | FDJ.fr             | + 4 min 34 s        |
| 8e                 | Leopold König      | Tchéquie           | NetApp-Endura      | + 5 min 42 s        |
| 9e                 | Daniel Moreno      | Espagne            | Katusha            | + 6 min 28 s        |
| 10e                | Tanel Kangert      | Estonie            | Astana             | + 6 min 45 s        |
| modifier           |                    |                    |                    |                     |

### Classement par points
| Classement par points | Classement par points | Classement par points | Classement par points | Classement par points |
| --------------------- | --------------------- | --------------------- | --------------------- | --------------------- |
|                       | Coureur               | Pays                  | Équipe                | Point(s)              |
| 1er                   | Alejandro Valverde    | Espagne               | Movistar              | 102 points            |
| 2e                    | Daniel Moreno         | Espagne               | Katusha               | 98 pts                |
| 3e                    | Nicolas Roche         | Irlande               | Saxo-Tinkoff          | 89 pts                |
| modifier              |                       |                       |                       |                       |

### Classement du meilleur grimpeur
| Classement du meilleur grimpeur | Classement du meilleur grimpeur | Classement du meilleur grimpeur | Classement du meilleur grimpeur | Classement du meilleur grimpeur |
| ------------------------------- | ------------------------------- | ------------------------------- | ------------------------------- | ------------------------------- |
|                                 | Coureur                         | Pays                            | Équipe                          | Point(s)                        |
| 1er                             | Daniele Ratto                   | Italie                          | Cannondale                      | 30 points                       |
| 2e                              | Philippe Gilbert                | Belgique                        | BMC Racing                      | 26 pts                          |
| 3e                              | Christopher Horner              | États-Unis                      | RadioShack-Leopard              | 22 pts                          |
| modifier                        |                                 |                                 |                                 |                                 |

### Classement du combiné
| Classement du combiné | Classement du combiné | Classement du combiné | Classement du combiné | Classement du combiné |
| --------------------- | --------------------- | --------------------- | --------------------- | --------------------- |
|                       | Coureur               | Pays                  | Équipe                | Point(s)              |
| 1er                   | Christopher Horner    | États-Unis            | RadioShack-Leopard    | 10 points             |
| 2e                    | Vincenzo Nibali       | Italie                | Astana                | 12 pts                |
| 3e                    | Nicolas Roche         | Irlande               | Saxo-Tinkoff          | 14 pts                |
| modifier              |                       |                       |                       |                       |

### Classement par équipes
| Classement par équipes | Classement par équipes | Classement par équipes | Classement par équipes |
|                        | Équipe                 | Pays                   | Temps                  |
| ---------------------- | ---------------------- | ---------------------- | ---------------------- |
| 1re                    | Astana                 | Kazakhstan             | en 161 h 8 min 27 s    |
| 2e                     | Euskaltel Euskadi      | Espagne                | + 4 min 43 s           |
| 3e                     | Movistar               | Espagne                | + 8 min 32 s           |
| modifier               |                        |                        |                        |

## Abandons
- Ivan Basso (Cannondale) : abandon
- Cyril Bessy (Cofidis) : abandon
- Sam Bewley (Orica-GreenEDGE) : non-partant
- Steve Chainel (AG2R La Mondiale) : abandon
- Simon Gerrans (Orica-GreenEDGE) : non-partant
- Gregory Henderson (Lotto-Belisol) : abandon
- Michel Kreder (Garmin-Sharp) : abandon
- Roman Kreuziger (Saxo-Tinkoff) : abandon
- Nick Nuyens (Garmin-Sharp) : abandon
- Wout Poels (Vacansoleil-DCM) : abandon
- Luis León Sánchez (Belkin) : abandon
- Ramon Sinkeldam (Argos-Shimano) : abandon
- Jurgen Van de Walle (Lotto-Belisol) : abandon
- Jelle Vanendert (Lotto-Belisol) : abandon
- Lieuwe Westra (Vacansoleil-DCM) : abandon
- Haimar Zubeldia (RadioShack-Leopard) : abandon